# 阳朔镇
阳朔镇是中国广西壮族自治区桂林市阳朔县的一个镇，位于漓江西岸，离桂林市约70公里。
阳朔镇建于明永乐六年(1408年)，是一个有将近600年历史的的古镇，风景秀丽，是中外游客的旅游胜地。阳朔和桂林之间有公共汽车往来，阳朔镇又是桂林-漓江游船的终点，由于水位原因，游船在冬天不会开放。

## 行政区划
阳朔镇下辖以下地区：
莲峰社区、屏风山社区、北门厄社区、鲤鱼井社区、东岭社区、凤鸣社区、矮山村、木山村、骥马村、樟桂村和高洲村。

## 景点
阳朔镇的西街是几条步行街组成的旅游区，翠峰环绕，宾馆、中西餐馆林立，终年游客如云。
其他旅游景点包括鉴山寺、大榕树、遇龙河、月亮山、九马画山、
世外桃源、徐悲鸿故居等。入夜，由著名导演张艺谋执导的印象刘三姐大型山水歌舞剧在漓江江面实景演出。
阳朔镇的风味美食有啤酒桂鱼、竹筒土鸡、脆炸小螃蟹、酱爆大田螺等。
人民币20块背背景取景地，漓江兴坪码头。

## 图库

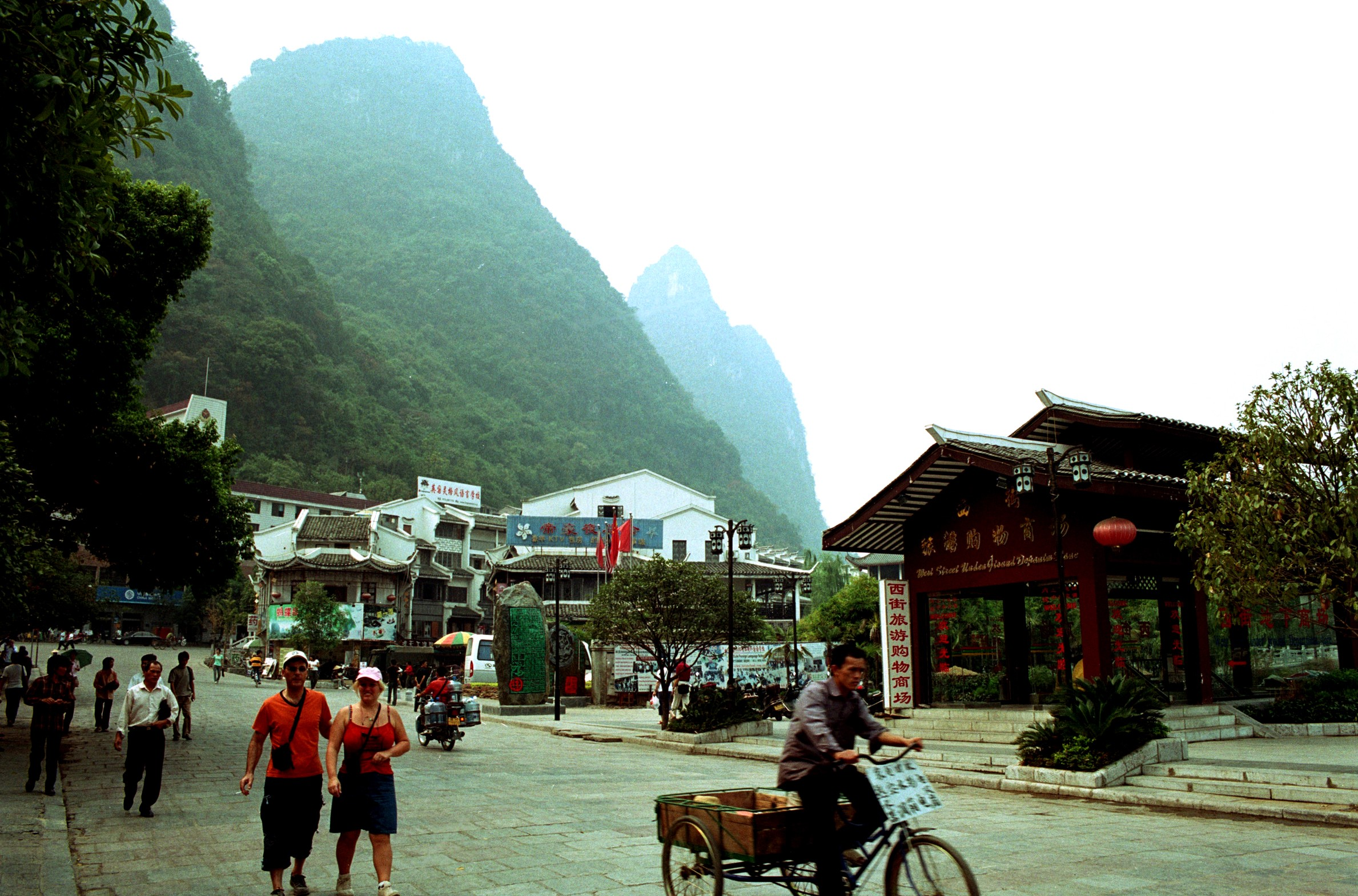
阳朔西街
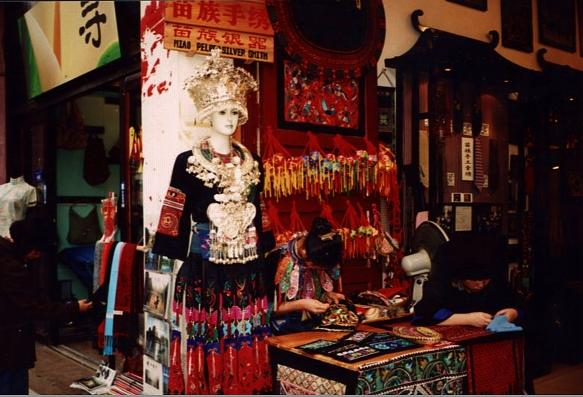
阳朔西街苗族银器
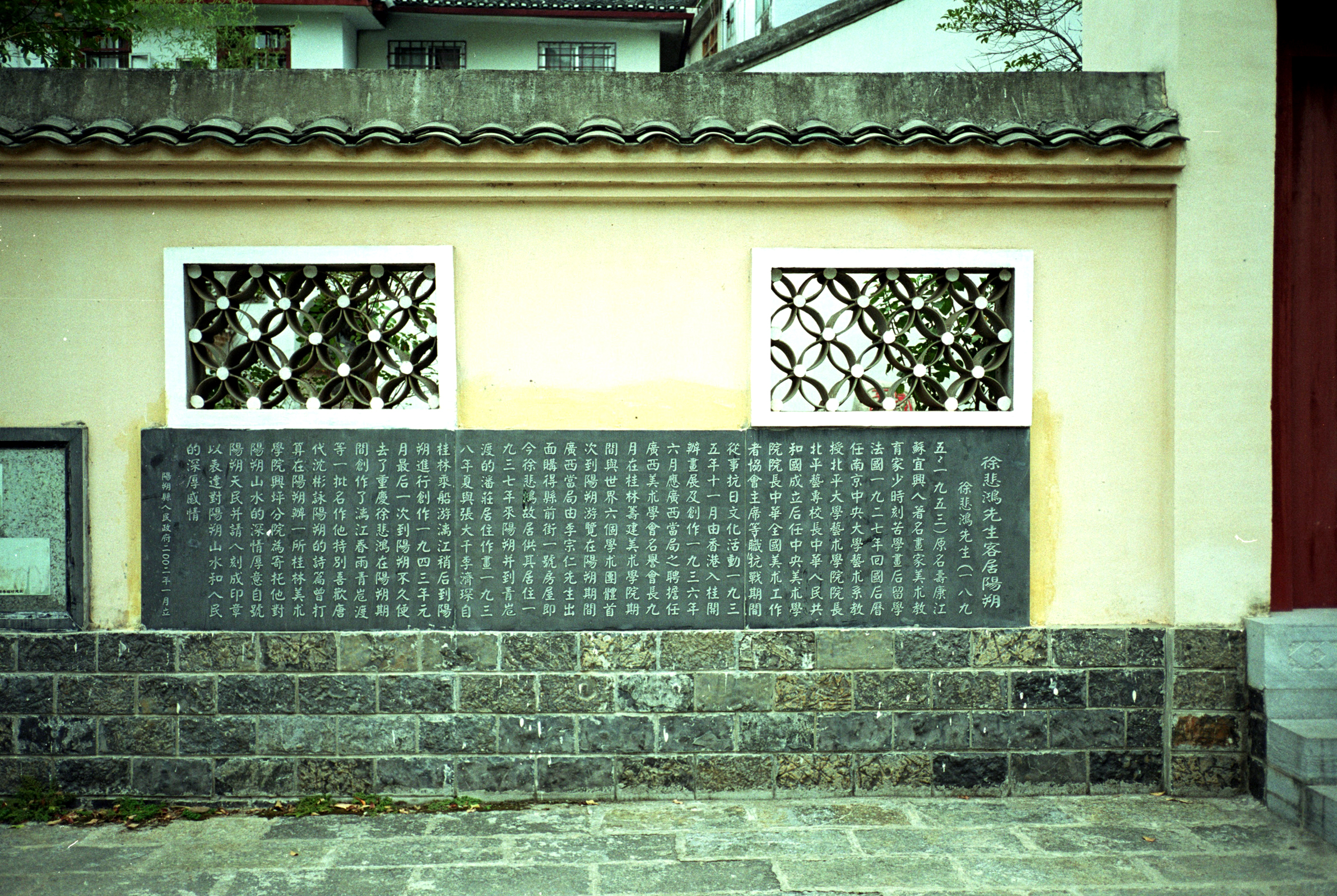
阳朔徐悲鸿故居
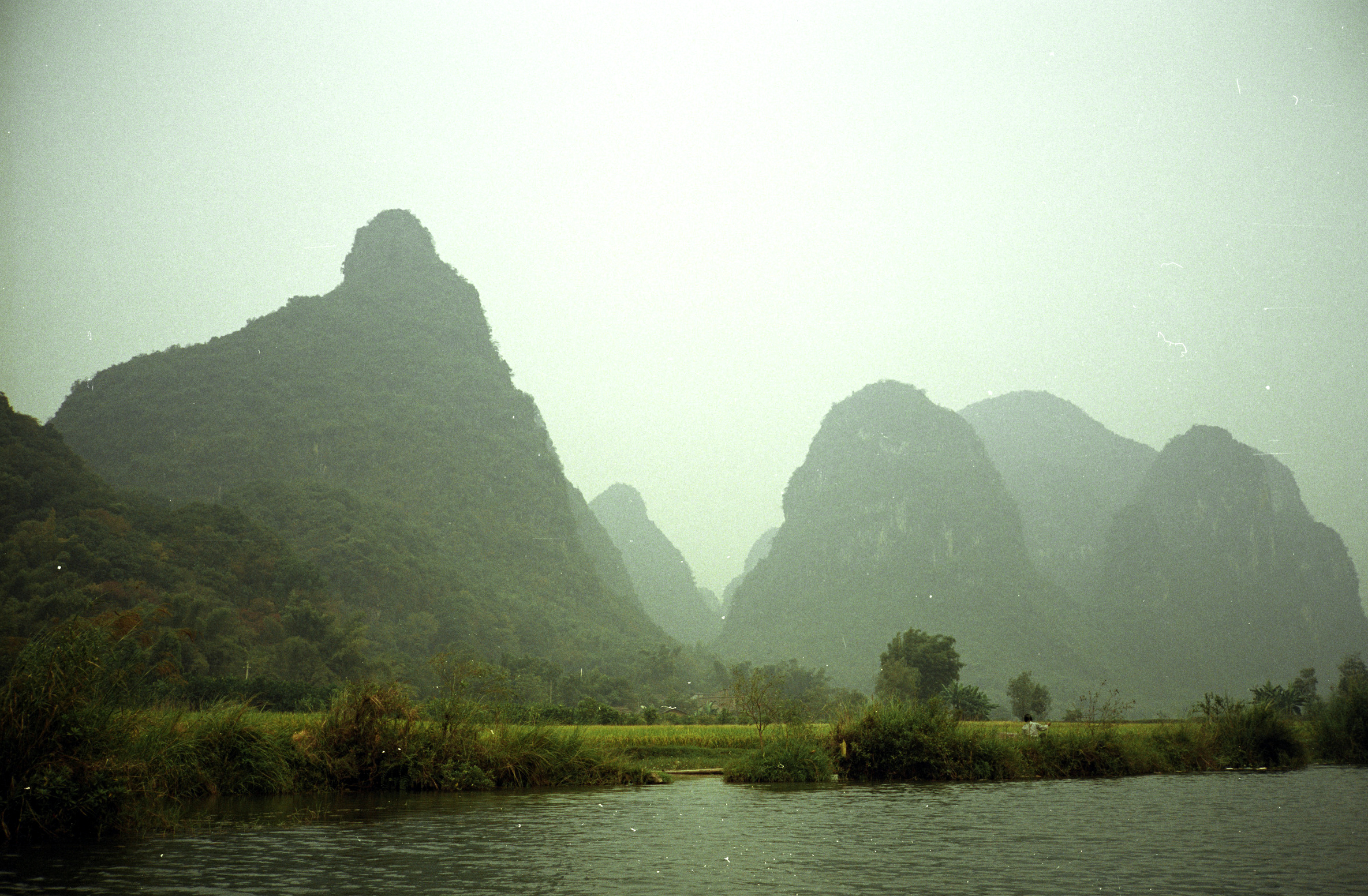
阳朔遇龙河
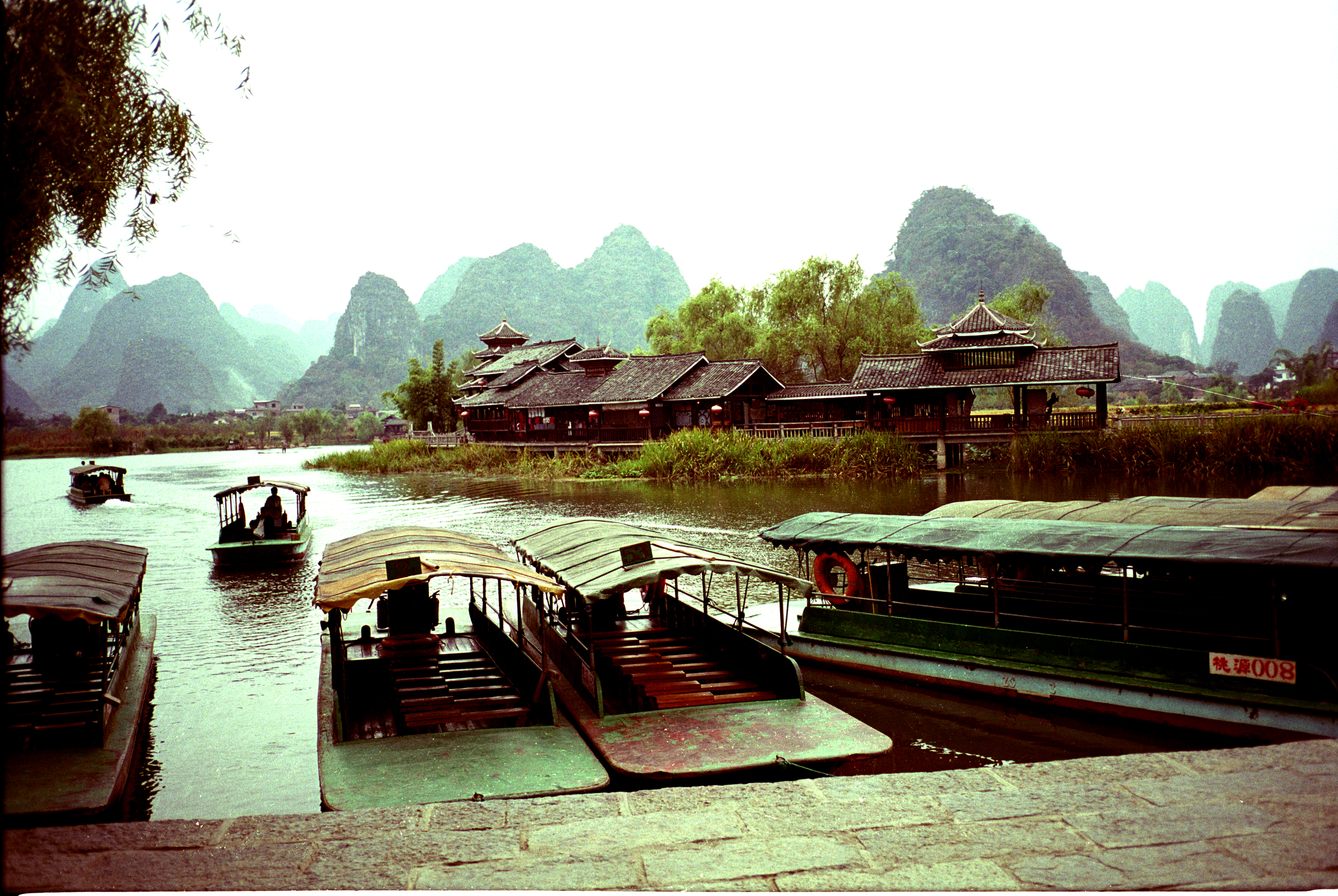
阳朔世外桃源
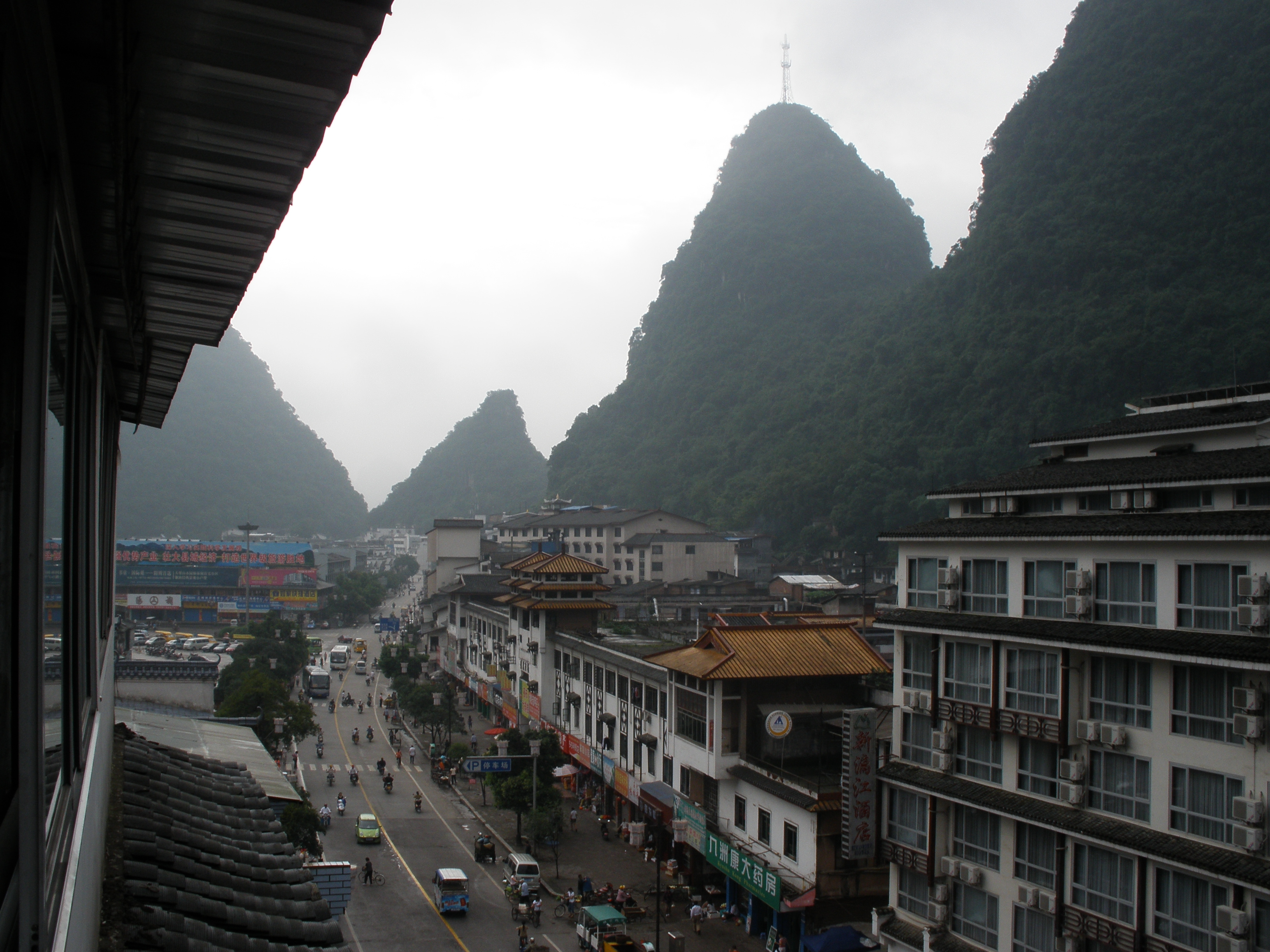
阳朔蟠桃路街景
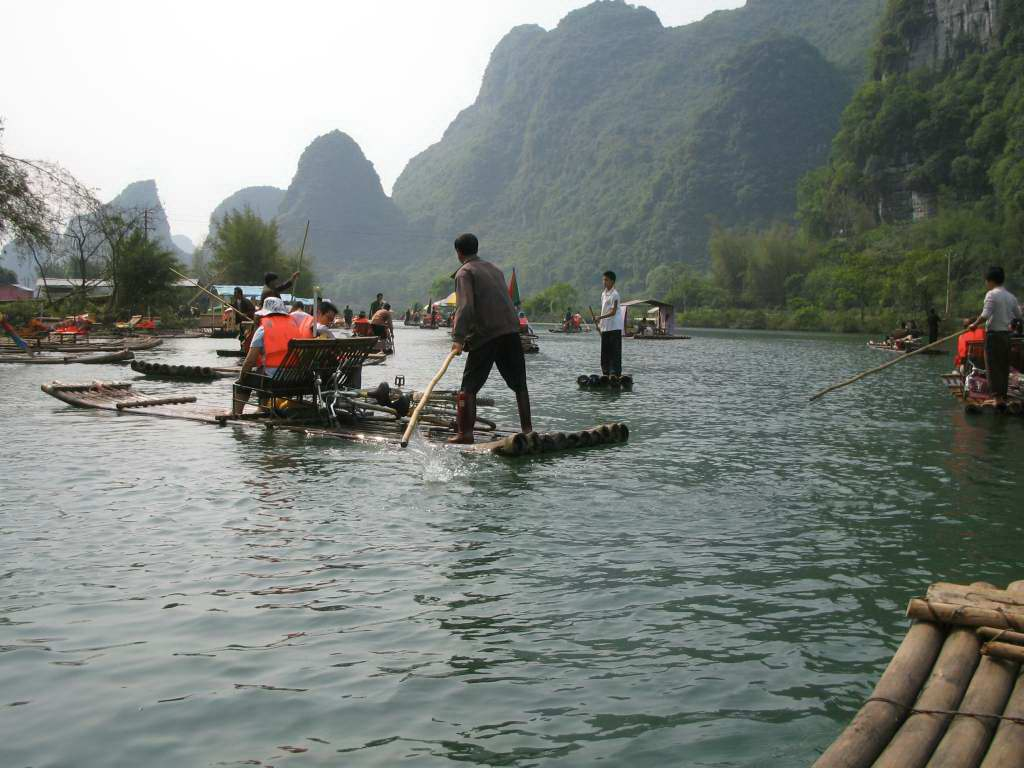
阳朔遇龙河
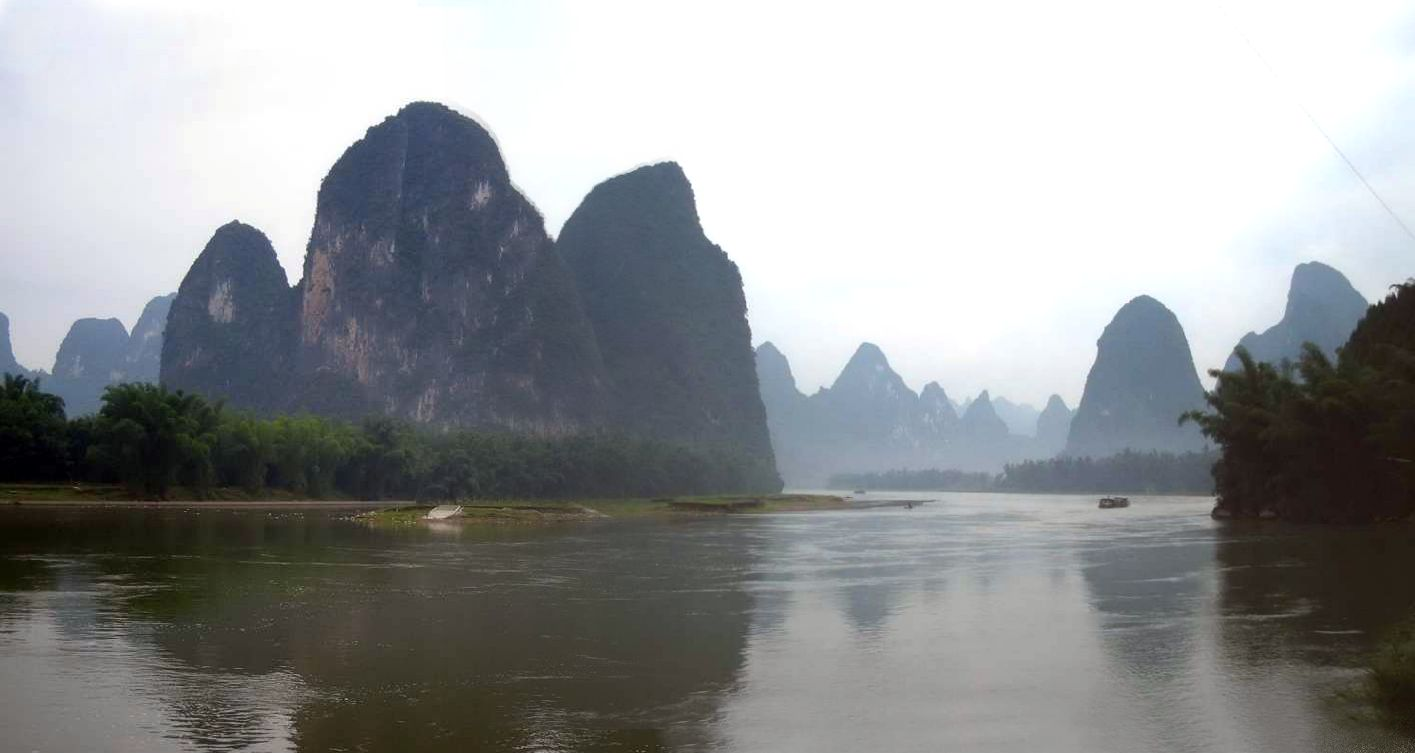
人民币背景取景地，漓江兴坪码头
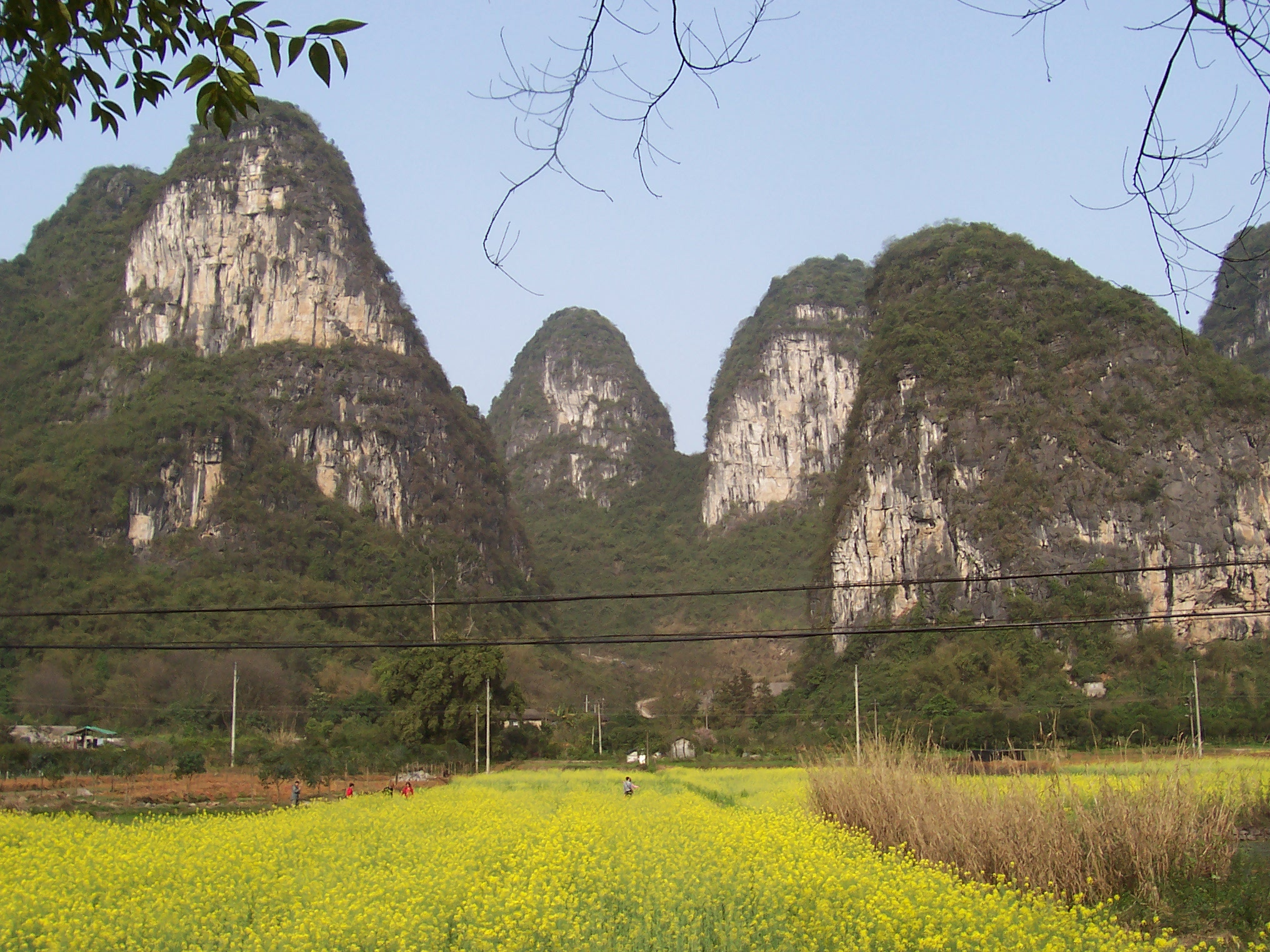
阳朔百里画廊